# 萊克伊麗莎白鎮區 (明尼蘇達州坎迪約希縣)
萊克伊麗莎白鎮區（英語：Lake Elizabeth Township）是位於美國明尼蘇達州坎迪約希縣的一個行政鎮區。

## 地方資料
萊克伊麗莎白鎮區的面積為93.24平方千米，當中陸地面積為89.39平方千米，而水域面積為3.85平方千米。根據2020年美國人口普查的數據，當地共有人口190人，而人口密度為每平方千米2.04人。